# Xanthoparmelia peruviensis
Xanthoparmelia peruviensis är en lavart som beskrevs av Hale. Xanthoparmelia peruviensis ingår i släktet Xanthoparmelia och familjen Parmeliaceae.   Inga underarter finns listade i Catalogue of Life.